# معماری صخره‌ای لعلوم تخت رستم
معماری صخره‌ای لعلوم تخت رستم در شهرستان مهدیشهر، بخش شهمیرزاد، روستای رودبارک واقع شده و این اثر در تاریخ ۱۰ دی ۱۳۸۱ با شمارهٔ ثبت ۶۹۶۰ به‌عنوان یکی از آثار ملی ایران به ثبت رسیده است.